# Lăstun de casă
Lăstunul de casă (Delichon urbicum; numit și lăstun-de-fereastră sau pur și simplu lăstun) este o pasăre mică din familia rândunicilor, răspândită în Europa, Africa de nord și zonele temperate ale Asiei. La fel ca porumbelul, odinioară întâlnit numai în locurile stâncoase, lăstunul de casă s-a adaptat rapid la condițiile urbane de viață. Este o specie migratoare, iernând în centrul Africii și în Asia tropicală. Lăstunii se grupează în stoluri, populând așezările umane cu construcții din piatră; deseori pot fi văzuți pe cablurile de tensiune electrică. Se hrănesc cu insecte zburătoare pe care le prind în aer. Întrunesc anumite trăsături comune cu alte două specii de lăstuni – D. dasypus și D. nipalense – răspândite în Asia de sud și de sud-est.
Atât denumirea populară, cât și cea științifică sunt legate de faptul că utilizează structurile antropice. Lăstunul de casă construiește un cuib în formă de cupă din granule de noroi sub streșini sau în preajma altor structuri similare, de obicei în colonii.
Pasărea este vânată de șoimul rândunelelor (Falco subbuteo) și este afectată, ca și alte păsări, de paraziți interni, precum și de păduchi și purici, dar populația mare și arealul larg de răspândire o țin departe de pericolul dispariției. Apropierea de om a dus la unele referiri culturale.

## Taxonomie
Specia lăstunului de casă, pe atunci Hirunda urbica, a fost descrisă pentru prima dată de naturalistul suedez Carl Linné în 1758, în cea de-a X-a ediție a Systema naturae. Mai târziu, în 1854, americanul Thomas Horsfield și britanicul Frederic Moore au rezervat speciei un gen aparte – Delichon. Denumirea acestuia reprezintă o anagramă a cuvântului grecesc „χελιδών” (se citește „helidon”), care se traduce ca „rândunică”. Denumirea speciei urbicum (urbica până în 2004, când a fost schimbată conform regulilor gramaticale ale limbii latine) se traduce ca „orășenesc”. Tradusă literalmente, denumirea păsării este „rândunică de oraș”. În limba română această sintagmă a fost înlocuită de cuvântul „lăstun”, împrumutat din slovenă, iar pentru a evita confuzia cu lăstunul de mal, a fost numit „lăstun de casă” (sau „lăstun de fereastră”).
Genul Delichon, cuprinzând trei specii, era inițial inclus în genul Hirundo (rândunici). Până nu demult Delichon dasypus, pasăre din regiunile muntoase ale Asiei centrale și de est, era considerată subspecie a lăstunului de casă (Delichon urbicum dasypus). A treia specie de lăstun este Delichon nepalense, care viețuiește în zonele înalte din Asia de sud. Deși toate cele trei specii se aseamănă din punct de vedere fizic, numai la lăstunul de casă abdomenul este totalmente alb.
Au fost stabilite două subspecii pentru specia lăstunul de casă. Lăstunul european D. u. urbicum (Linnaeus, 1758), populează întregul continent european, Africa de nord și Asia până la Enisei. Lăstunul siberian D. u. lagopodum, descris în 1811 de către savantul german Peter Simon Pallas, viețuiește în Asia la est de Enisei, cât și în nordul Mongoliei și nordul Chinei. Un timp a fost considerată subspecie D. u. meridionalis de pe țărmul mediteraneean. În prezent, aceasta este recunoscută ca lăstun european, dar cu ușoare abateri de la structura fizică a acestuia.

## Descriere

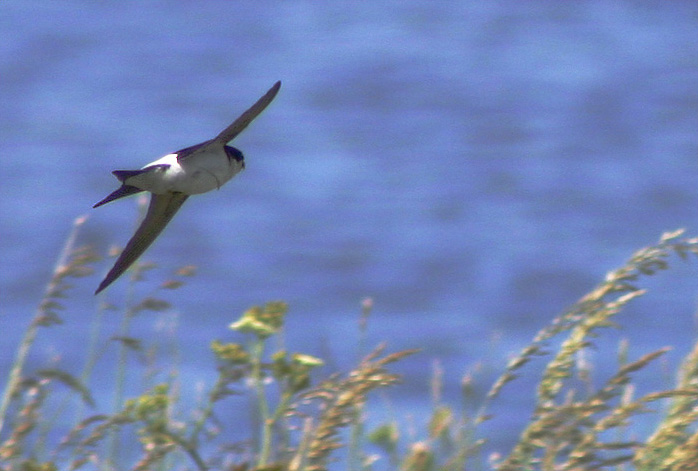
În zbor

Constituția corpului nu se deosebește de cea a celorlalți reprezentanți ai familiei: corp alungit, aripi lungi și înguste, coadă forfecată, cap ușor turtit și cioc scurt. Are dimensiuni ceva mai mici decât ale vrabiei: lungimea corpului alcătuiește 12-17 cm, anvergura aripilor 20-33 cm, iar greutatea 18-19 g. Spatele, capul și partea superioară a aripilor sunt de un negru-vânăt cu nuanțe albăstrii; restul corpului este acoperit cu puf alb. Coada este bifurcată, dar nu foarte adânc. Picioarele sunt acoperite de pene și puf. Masculii nu se deosebesc prin exterior de femele. Indivizii tineri se aseamănă cu adulții, însă au spatele negru-gri, fără luciu, și abdomenul de o nuanță albă-cafenie. Lăstunii năpârlesc o singură dată pe an, în schimb procesul este îndelungat, desfășurându-se între lunile august și martie. Toamna își schimbă puful, iar primăvara penele.
În limitele arealului său de viețuire lăstunul poate fi confundat cu rândunicile și cu alți reprezentanți ai acestei familii – rândunica de casă, lăstunul de mal, rândunica roșcată. Deosebirea constă în abdomenul alb al lăstunului de casă, vizibil în timpul zborului. În Africa seamănă mult cu rândunica cenușie (Pseudhirundo griseopyga). Aceasta, însă, are un abdomen mai întunecat, partea superioară a cozii este cenușie, iar coada este puternic bigurcată.
Lăstunul de casă zboară rapid și agil, mai lejer însă decât rândunica de casă. În zbor dă din aripi în medie de 5,3 ori pe secundă. Este o pasăre comunicativă, dar cu un glas destul de slab.

## Răspândire

### Areal
Lăstunul de casă populează toată Europa, cu excepția extremităților nordice ale acesteia (peninsulele Scandinavă, Kola) și a teritoriilor de la nord de 66° lat. N dintre Marea Albă și Ural. În Siberia se găsește până la 65° lat. N în bazinul râului Obi, 70° lat. N în bazinul râului Enisei, 72° lat. N în bazinul râului Anabar, 71° lat. N în bazinul râului Lena, 70° lat. N în bazinul râului Alazeia și 69° lat. N în bazinul Kolîmei. Pe țărmul pacific este întâlnit până la cursul mijlociu al râului Anadîr și litoralul nordic al Mării Ohotsk. Limita meridională a arealului trece prin Siria, Iraq, sudul Iranului, sudul Afganistanului și munții Atlas.

### Habitat

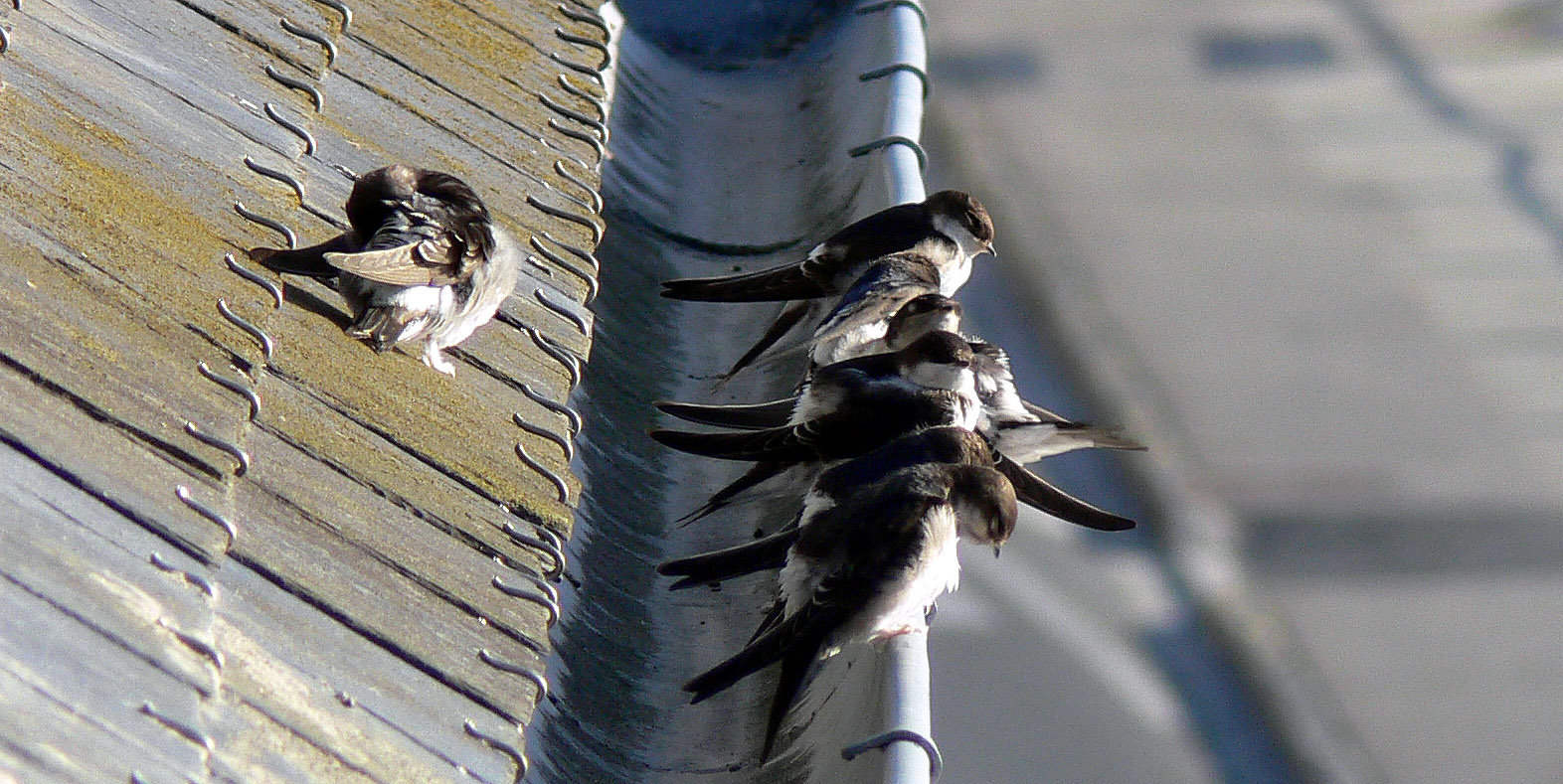
Lăstunii s-au adaptat la condițiile urbane de viață

În sălbăticie lăstunul de casă își face cuib de regulă în peșterile luminoase sau în fisurile din rocile sedimentare, cel mai des pe malul râurilor de munte. Arareori ocupă cuiburile lăstunilor de mal. O dată cu apariția orașelor, lăstunii au început să își construiască cuiburi pe sub streșini și cornișe, preferând pereții din piatră sau cărămidă; din această cauză sunt întâlniți mai mult în orașe decât în sate. Treptat, aceste păsări au devenit antropofile, fiind observate tot mai rar în afara așezărilor omenești. Altitudinea maximă la care viețuiesc lăstunii este de 2.200 m deasupra nivelului mării.
Lăstunii vânează insecte în spații largi cu vegetație erbacee: pajiști, pășuni, terenuri agricole; de regulă în apropierea râurilor sau lacurilor. Comparativ cu alte rândunici, se țin mai aproape de copaci pentru ca să se odihnească. Iernează pe landșafturi similare, dar duc un mod de viață nomad, fiind observați mai rar decât rândunicile de casă și zburând la înălțimi mari. În regiunile tropicale, cum ar fi Africa de est și Thailanda, preferă locurile ridicate.

### Migrațiile
Lăstunul este o specie migratoare pe suprafața întregului areal. Populațiile vestice iernează în Africa subahariană, iar cele estice în sudul Chinei, pe podișurile himalayene și în Asia de Sud-Est. Zboară în stoluri mari, de regulă ziua (unii indivizi preferă să călătorească noaptea). În locurile de baștină se întorc mai târziu decât rândunicile, atunci când copacii încep a înverzi. În Transcaucazia apar în prima decadă a lunii aprilie, în sudul Ucrainei la mijlocul aceleiași luni, în nordul Ucrainei și în țările baltice la sfârșitul lui aprilie, iar în regiunea orașului Sankt-Petersburg – în prima jumătate a lunii mai. Toamna își iau zborul în august-septembrie; cu cât viețuiesc mai la nord, cu atât se pornesc mai devreme. Au fost înregistrate cazuri de migrație spre vest până în Newfoundland, insulele Bermude și Azore și spre est până în Alaska.
Uneori, în timpul migrațiilor sau a sosirii în locurile de baștină au loc decese în masă, legate de răcirea bruscă a timpului. De exemplu, în 1974, în Alpii Elvețieni au fost descoperite sute de mii de corpuri neînsuflețite ale lăstunilor care nu au rezistat gerului și ninsorii abundente. Pe vreme rea, lăstunii se strâng grămadă într-un loc dosit și devin lâncezi, mișcările le sunt foarte lente.

## Mod de viață

### Reproducere

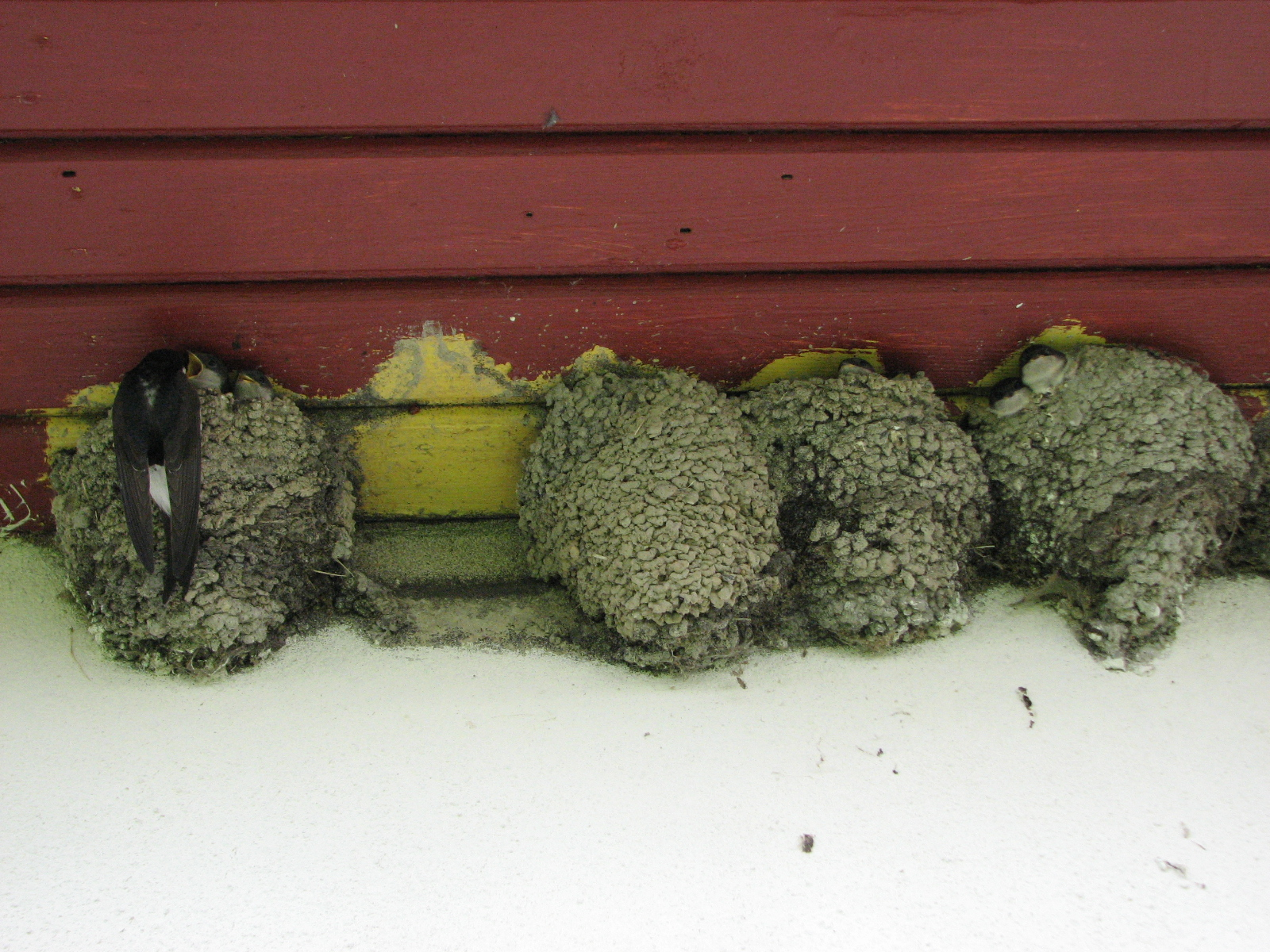
Cuiburi ale lăstunului de casă

Perechile se formează în timpul zborurilor migraționale sau în arealul de bază și se păstrează până la moarte. Masculii sunt, de regulă, monogami, însă uneori copulează cu alte femele; din această cauză specia este considerată poligamă. Cercetările duse de ornitologii scoțieni au scos la iveală faptul că 15% din pui nu au relații genetice cu presupusul tată, iar în 32% din cuiburi cel puțin un ou aparține unei femele străine. După ce termină de construit cuibul și asistă la depunerea ouălor, masculii pleacă deseori și pe la alte cuiburi.
Timpul sosirii din ținuturile sudice variază de la o populație la alta. În Europa lăstunii sosesc în aprilie-mai, iar construcția cuibului începe de la sfârșitul lui martie (nordul Africii) până la mijlocul lui iunie (Laponia). În condiții de viață obișnuite, ei își fac cuib în peșteri mici de piatră, în despicăturile de conglomerat și calcar, de regulă pe malul râurilor de munte. Uneori, unee perechi de lăstuni de casă se alătură coloniilor de lăstuni de mal și ocupă câteva găuri în povârnișurile argiloase, lărgind în prealabil intrarea în gaură. O dată cu înmulțirea construcțiilor din piatră, majoritatea lăstunilor de casă au început să cuibărească pe pereții caselor și pe sub poduri. Spre deosebire de rândunici, lăstunii de casă preferă pereții exteriori ai clădirilor (rândunicile cuibăresc deseori în grajduri, șoproane). Pe lângă acestea, ei aleg construcțiile de piatră și cărămidă, și numai în lipsa acestora cuibăresc pe clădiri de lemn.

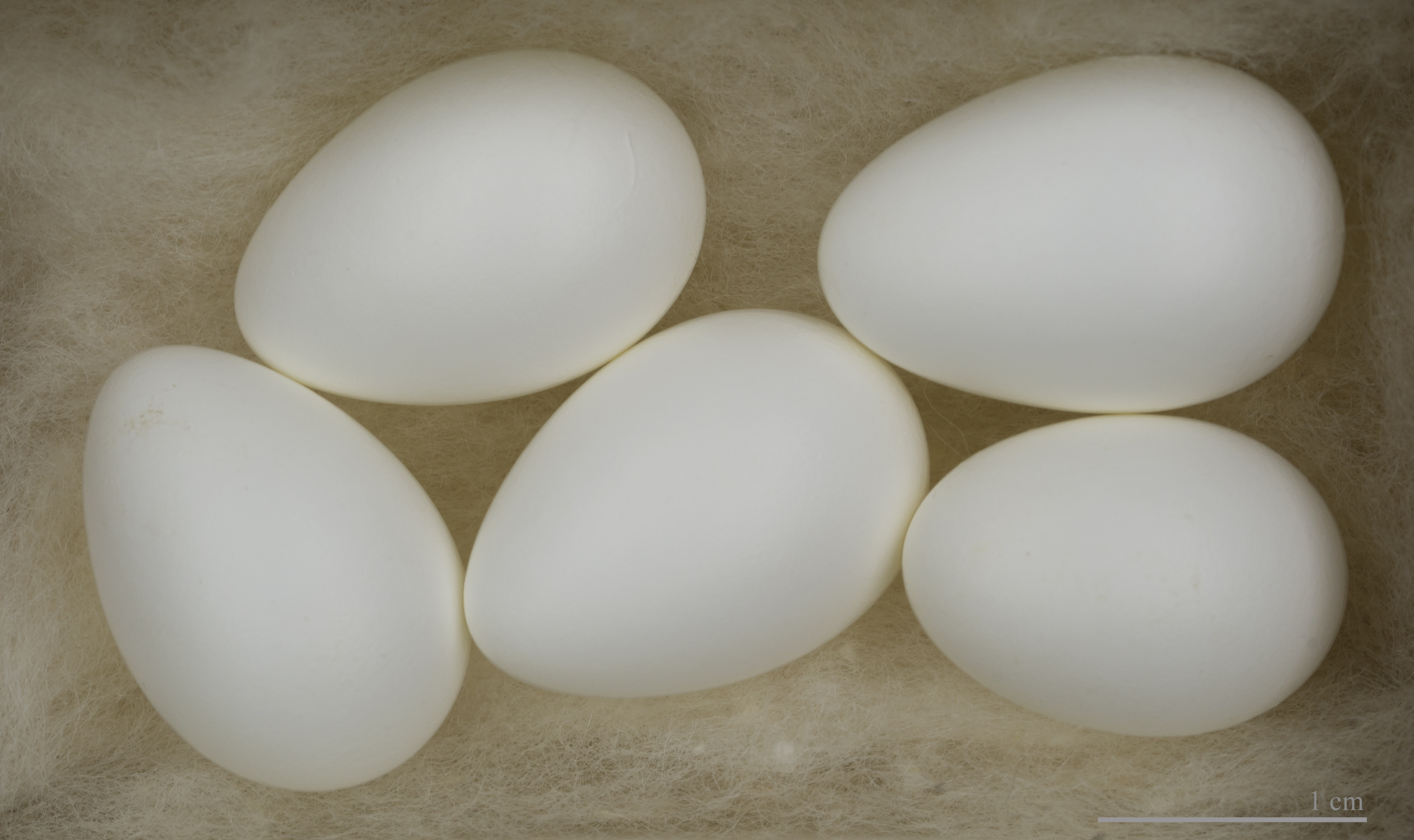
Ouă ale lăstunului de casă

Cuiburile se află, de obicei, sub un anumit acoperământ: acoperiș, pervazul ferestrelor, diferite acareturi. Sunt cazuri în care familia de lăstuni își face cuib pe un vas maritim, însă nu bagă de seamă mișcarea vasului și sunt indiferenți la atenția pasagerilor. Unul și același cuib poate servi o familie mai mulți ani, cu adăugirile și reparațiile necesare. Lăstunii de casă se adună în colonii de până la câteva zeci de indivizi, uneori acest număr atinge cifra de câteva sute de perechi. În aceste colonii mai pot intra și lăstuni de mal, rândunici roșcate. Deseori pot fi observate mai multe cuiburi pe același perete, adică mai multe familii conviețuind împreună. Conviețuirea are loc fără conflicte, totuși fiecare familie păzește numai propriul cuib.
Cuibul reprezintă o semisferă închisă alcătuită din bulgărași de pământ, lipită de perete și tavan cu salivă. Diametrul cuibului este de 110-130 mm, iar înălțimea de 70-120 mm. În partea superioară este improvizată o mică intrare în formă de despicătură, către care uneori este amenajat un mic tunel. În interior, lăstunii aranjează iarbă, puf și alte materiale moi pe care le prind în aer. La construcția adăpostului participă atât femela, cât și masculul, lucrând pe rând. Ei aduc în cioc bulgări umezi de pământ și formează peretele rotund al cuibului. Se întâmplă ca femelele sosite mai devreme din țările calde să purceadă la construcția cuibului fără a-și mai aștepta masculul. În vreme ce unul din părinți face rost de materiale necesare construcției cuibului, celălalt stă de strajă prin preajma acestuia. Dacă nu își păzesc cuibul, lăstunii riscă să și-l piardă, întrucât aici se pot instala cu traiul vrăbiile. Când cuibul este gata, intrarea este destul de largă pentru ca acolo să poată pătrunde o vrabie. O dată pierdut cuibul, lăstunii nu-l mai pot recupera și nu au altă opțiune decât să construiască un alt cuib în alt loc. Sunt posibile pauze îndelungate în toiul construcției cuibului, provocate de vremea rea. Construirea cuibului durează 12-14 zile.
Ponta are loc de două ori pe sezon la toate populațiile, cu excepția celor nordice, unde aceasta se petrece loc o singură dată pe sezon. În cazul pieirii primilor pui, femela depune ouă a doua oară. O pontă este alcătuită din 5-6 ouă albe, cu puncte roșii, cu dimensiunile (19-20) х (13-14) mm și greutatea de cca. 1,7 g. Clocitul durează 14-15 zile, ajungând la 20 de zile în verile ploioase. În timpul clocirii masculul se angajează să facă rost de hrană și pentru femelă, lucru greu de îndeplinit pe vreme rea, când femela se vede nevoită să părăsească cuibul pentru a-și căuta singură hrană. Puii nou-născuți sunt neputincioși, nefiind în stare nici măcar să spargă coaja ouălor – aceasta este spartă de părinți. Puii devin apți de zbor la vârsta de 22-32 zile, rămânând dependenți de părinți încă o săptămână. Uneori, primii pui ajută părinții în îngrijirea puilor din ponta a doua.
Deseori apar mărturii ale încrucișării lăstunilor de casă cu alte rândunici, predominant rândunicile de casă. Unii specialiști consideră astfel că legătura de rudenie dintre lăstunul de casă și rândunica de casă este mai pronunțată decât se presupune, iar genurile Delichon și Hirundo ar putea fi comasate.

### Alimentație
La fel ca toate rândunicile, lăstunii de casă se hrănesc cu insecte zburătoare, pe care le prind în aer. În sezonul reproductiv zboară, de obicei, la 21 m deasupra solului, anticipând vremea rea sau rece la altitudini mai mici. Zborul la altitudine joasă nu prevestește întotdeauna ploaia – în serile calde de vară, când aproape de sol se strâng mai multe insecte, lăstunii vânează și ei mai jos. În timpul ploii nu vânează, ci așteaptă în cuib sau sub alt adăpost. Arealul de hrănire se întinde, de obicei, până la maxim 450 m de la cuib, de regulă într-un spațiu deschis (pășune, vâlcea, câmp, panta unui munte). În arealul de iernat lăstunii se hrănesc la altitudini mult mai mari – aprox. 50 m deasupra solului – și nu se stabilesc pe un teritoriu anumit.
Rația alimentară este alcătuită preponderent din insecte mici: gândaci, diptere (muște, țânțari, tăuni, diferite gâze) etc. La fel vânează și fluturi, ortoptere. Se alimentează în cantități mai mici și cu păianjenii care atârnă în aer. Evită albinele. Captura o înghit întreagă, chiar și gândacii cu înveliș de chitină tare. Digestia decurge foarte intensiv.

### Dușmani naturali și paraziți

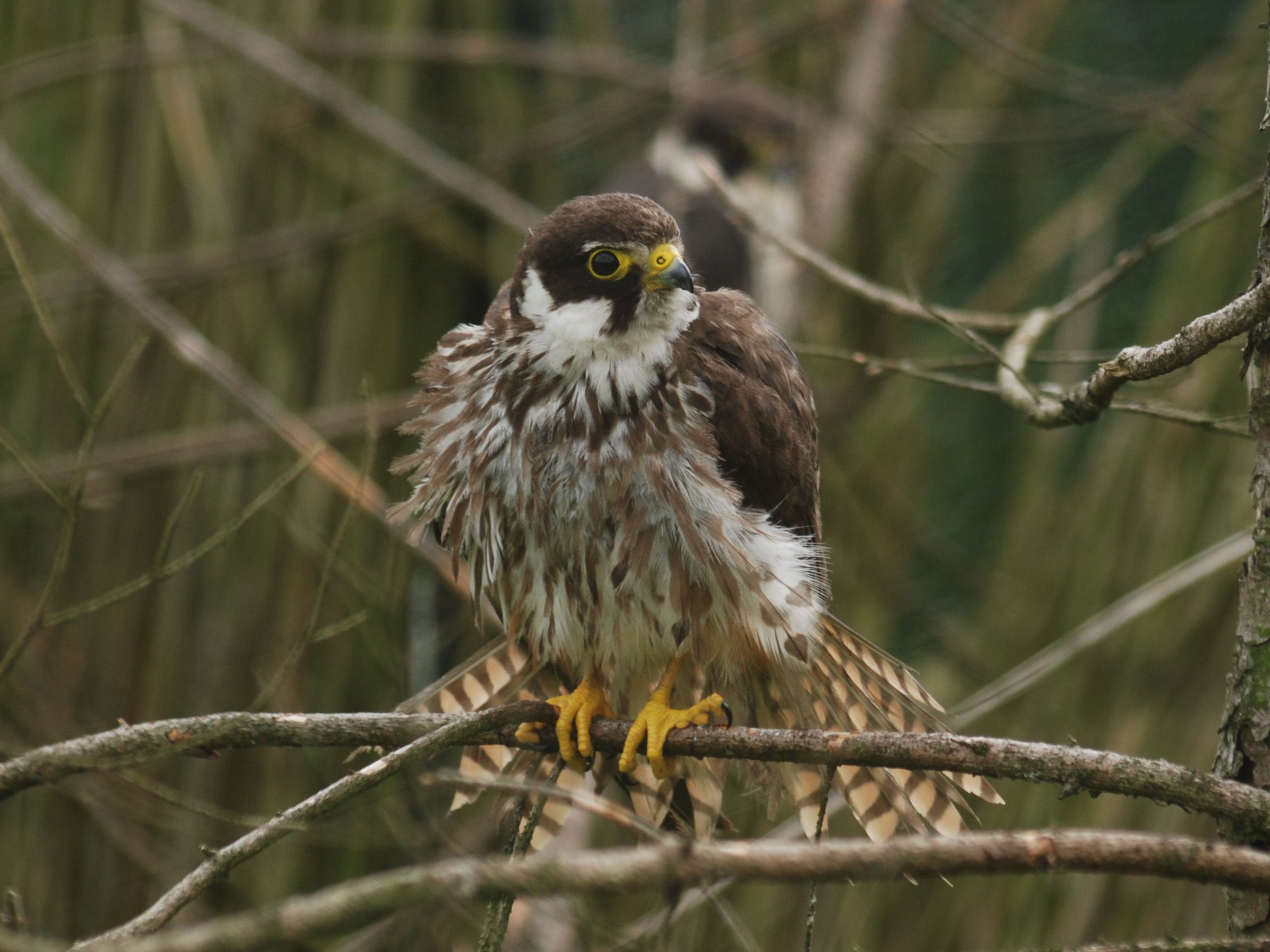
Şoimul rândunelelor – dușman natural al lăstunilor de casă

Cel mai mare pericol pentru lăstuni îl prezintă șoimii rândunelelor, la fel de rapid ca și ei, care capturează prada în aer. Lăstunii reușesc însă să scape ușor de alți urmăritori, datorită abilităților lor în zbor. Ei sunt mai vulnerabili pe malul apei, când își grămădesc bucăți de pământ pentru construcția cuibului. Pentru a se păzi, lăstunii în astfel de momente lucrează în grup.
Pe corpul lăstunului parazitează diferiți purici și căpușe, inclusiv o căpușă caracteristică doar lăstunilor de casă, Ceratophyllus hirundinis. Dintre endoparaziți poate fi evidențiat Haemoproteus prognei, ai cărui purtători sunt insectele sugătoare de sânge, precum țânțarii.

## Aspecte ecologice
Lăstunul de casă ocupă o parte însemnată a Palearcticii de nord, arealul său de viețuire întinzându-se până la 10 mln. km². Conform estimărilor specialiștilor, Europa găzduiește 20-48 mln de indivizi. Numărul de indivizi în toată lumea nu a putut fi aflat cu exactitate, în schimb se știe că se supune unor fluctuații continui. Astfel, statutul lăstunului de casă în Lista Roșie a IUCN este LC (risc scăzut). De asemenea, specia nu este inclusă în lista Convenției privind comerțul internațional cu specii pe cale de dispariție ale faunei și florii sălbatice. Cu toate acestea, în Europa de vest, și mai ales în Marea Britanie, este înregistrată o scădere treptată a populației lăstunilor de casă, din care cauză în Regatul Unit starea de conservare a fost modificată în VU (vulnerabil).
La fel ca și alte câteva specii de animale, lăstunii de casă au de câștigat în urma conviețuirii cu omul – defrișarea pădurilor le lărgește arealul de alimentație, iar orașele sunt un loc sigur pentru reproducere. Mai mulți factori influențează variația numărului populației, de exemplu construirea clădirilor noi și înăsprirea legilor privitoare la poluarea aerului conduc la prosperarea lăstunilor. În același timp, vremea rea, folosirea pesticidelor în agricultură, insuficiența pământului umed (necesar la construirea cuibului) și rivalitatea cu vrăbiile pot cauza scăderea populației în unele localități.

## Rolul în cultură

Blazonul regelui Richard al II-lea al Angliei, pe care sunt reprezentate cinci rândunici

În literatura europeană rândunicile sunt evocate destul de des, însă fără specificarea speciei concrete. Sunt cunoscute câteva expresii legate de venirea primăverii care amintesc rândunicile, cum ar fi „prima rândunică” sau „cu o rândunică nu se face primăvară”. Ultima expresie, devenită proverb, a apărut încă în Grecia antică, în fabula Tânărul și rândunica a lui Esop, în care un tânăr sărac își vinde ultima haină la văzul primei rândunici, după care timpul se răcește din nou și ambii îngheață de frig. Aceeași expresie se întâlnește și în Etica nicomahică a lui Aristotel: „...pentru că, așa cum cu o rândunică nu se face primăvară, la fel o singură zi sau un scurt răstimp nu face pe nimeni absolut fericit”.
În opinia specialiștilor, William Shakespeare amintește în tragedia Macbeth anume lăstunul de casă, atunci când conducătorul de oști Banquo descrie castelul, adresându-se către regele Duncan (act I, scena VI):
| Acest oaspe Al verilor, de temple găzduit, Lăstunul, cu-al său gingaș cuib ne-arată Că răsuflarea cerului își lasă De drag mireasma ei pe-aceste locuri. Că nu-i ungher, nici streașină, nici boltă, Să nu-și atârne-această zburătoare Culcușul ei și leagănul cel spornic. Am luat aminte că acolo unde Și-alege așezarea și-i priește E aerul mai molcom. (Traducere de Ion Vinea) | This guest of summer, The temple-haunting martlet, does approve By his loved mansionry that the heaven's breath Smells wooingly here. No jutty, frieze, Buttress, nor coign of vantage, but this bird Hath made his pendant bed and procreant cradle; Where they most breed and haunt, I have observed The air is delicate. (Versiune originală) |